# Wenus z Kołobrzegu
Wenus z Kołobrzegu – figurka Wenus, czyli posążek nagiej kobiety, datowana na ponad 6000 lat (okres neolityczny), znaleziona w okolicach Kołobrzegu w 2022. Unikatowe znalezisko w skali Europy Środkowo-Wschodniej.
Figurka mierzy około 12 cm. Proporcje ciała sylwetki są zaburzone (duża głowa, krótkie kończyny), twarz pozbawiona jest szczegółów. W okolicach piersi i bioder widoczne są ślady wygładzenia, a stosunkowo płaski tył masywnej postaci nosi znamiona obróbki narzędziem. Wykonana jest z beżowego wapienia pochodzącego prawdopodobnie z Roztocza, co świadczyłoby o tym, że figurka mogła zostać stworzona poza Pomorzem Zachodnim. Na powierzchni kamienia widać ślady obecności muszli małżów, ślimaków i rurek wieloszczetów.

## Odkrycie figurki
Kołobrzeska Wenus znaleziona została w położonym nad Morzem Bałtyckim Podczelu przez pracującego na polu rolnika, który oddał znalezisko Waldemarowi Sadowskiemu z Grupy Eksploracyjno-Poszukiwawczej „Parsęta”. Po oględzinach przez archeologa Marcina Krzepkowskiego i powiadomieniu Wojewódzkiego Konserwatora Zabytków, artefakt trafił w ręce interdyscyplinarnego zespołu naukowców.

## Zespół naukowców badających Wenus z Kołobrzegu
- mgr Marcin Krzepkowski z Fundacji Relicta
- dr hab. prof. UAM Iwona Sobkowiak – Tabaka z Wydziału Archeologii UAM
- dr Grzegorz Szczurek z Instytutu Interdyscyplinarnych Badań Historycznych Uniwersytetu Kaliskiego
- dr hab. prof. PAN Barbara Studencka z Muzeum Ziemi w Warszawie
- dr Aldona Kurzawska z Wydziału Archeologii UAM
- dr Agata Hałuszko z Instytutu Archeologii UMCS[1]